# Thysanopyga lollia
Thysanopyga lollia là một loài bướm đêm trong họ Geometridae.